# Sokolac (Czarnogóra)
Sokolac (cyr. Соколац) – wieś w Czarnogórze, w gminie Bijelo Polje. W 2011 roku liczyła 92 mieszkańców.